# Acacia barringtonensis
Acacia barringtonensis är en ärtväxtart som beskrevs av Mary Douglas Tindale. Acacia barringtonensis ingår i släktet akacior, och familjen ärtväxter. Inga underarter finns listade i Catalogue of Life.